# 克里斯蒂安·拉斯普
克里斯蒂安·拉斯普（德語：Christian Rasp，1989年9月29日—），德国男子雪车运动员。他曾代表德国参加2018年和2022年冬季奥林匹克运动会雪车比赛，其中2022年冬季奥运会获得一枚银牌。